# 10306 Паньол
10306 Паньол (10306 Pagnol) — астероїд головного поясу, відкритий 21 серпня 1990 року.
Тіссеранів параметр щодо Юпітера — 3,197.